# Skolelinux
Skolelinux, eller Debian Edu, är ett fritt operativsystem baserat på linuxkärnan och av distributionen Debian GNU/Linux. Skolelinux är ett FOSSs-projekt som grundades i Norge, med stöd för alla språk som finns i Debian. Skolelinux skrivbordsmiljö är KDE. Skolelinux-projektet påbörjades den 2 juli 2001.
Skolelinux kommer med en standardarkitektur som gör det mycket enkelt att installera och underhålla i en skola. Många tjänster är förkonfigurerade och aktiverade som standard, och en hel del programvara är förinstallerad och redo för omedelbar användning. Flera hundra mjukvarupaket är förinstallerade och färdiga att använda, exempelvis OpenOffice.org, Gimp, KDE 3.5, Scribus, Tux Paint, GCompris, med flera.
Skolelinux är en anpassning av Debian GNU/Linux, som är allmänt känd för sin stabilitet och långa stödperiod. Operativsystemet finns på 42 språk, med merparten av programvaran översatt till elevens eget språk. Skolelinux-projektet har som mål att översätta programvaran till de båda officiella skriftformerna av norska - bokmål och nynorska samt nordsamiska.
Skolelinux 5.0, även kallad Debian Edu 5.0.4+edu0, baserades på Debian Lenny och släpptes 9 februari 2010.